# نوپسرها ونترالیس
نوپسرها ونترالیس یک گونه سوسک از خانوادهٔ سوسک‌های شاخک‌دراز است. چارلز جوزف گاهان در سال ۱۸۹۴ این گونه را توصیف و بررسی کرد.